# Richardoestesia
Richardoestesia is een geslacht van vleesetende theropode dinosauriërs, behorend tot de Maniraptora, dat tijdens het Krijt leefde in Alberta (Canada).

## Vondst en naamgeving

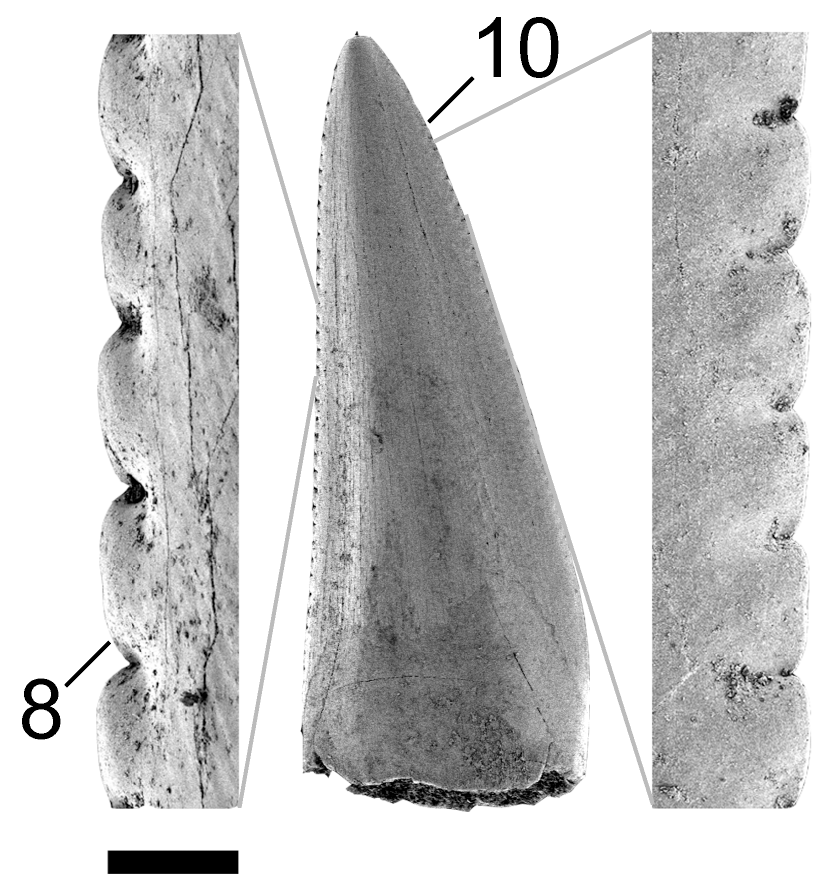
Een tand van het R. isoceles-type. De vergroting laten de vertandingen zien

In 1917 werd door Charles Mortram Sternberg bij de rivier de Judith nabij Little Sandhill Creek in het gebied van het huidige Dinosaur Provincial Park in Alberta een paar onderkaken gevonden van een dinosauriër. Toen in 1924 Charles Whitney Gilmore de soort Chirostenotes pergracilis benoemde, wees hij de kaken toe aan deze nieuwe soort. Eind jaren tachtig werd echter duidelijk dat Chirostenotes een lid van de Oviraptorosauria was dat geheel andere kaken moest hebben bezeten. In 1990 benoemden Phillip Currie, John Keith Rigby en Robert Evan Sloan daarom een aparte soort voor de kaken: Richardoestesia gilmorei. De geslachtsnaam eert Richard Estes die in 1964 een baanbrekend artikel schreef over het onderscheiden van theropoden op grond van hun tanden. De naamgevers hadden eigenlijk de naam "Ricardoestesia" willen gebruiken omdat Ricardus gangbaar Latijn is voor "Richard" maar een redacteur van het blad waarin ze publiceerden dacht dat dit een spelfout was en met één druk op de knop van zijn tekstverwerker veranderde hij dit voor de hele hoofdtekst in Richardoestesia. Omdat echter in een bijschrijft van een afbeelding nog het bedoelde "Ricardoestesia" te lezen was, meenden de naamgevers de fout nog te kunnen herstellen: als namelijk het naamgevende artikel beide namen bevat mag in een volgende publicatie een keuze tussen beide gemaakt worden. Men dacht dat dit gelukt was en in verschillende boeken kon men de vorm "Ricardoestesia" lezen, toen begin eenentwintigste eeuw bleek dat George Olshevsky al in 1991 in zijn Mesozoic Meanderings in een namenlijst Richardoestesia als de juiste naam had aangeduid en juist "Ricardoestesia" als de verschrijving zodat hij onbedoeld als eerste herziener optredend de naam voorgoed tot Richardoestesia gemaakt had. De soortaanduiding eert Gilmore.
Het fossiel, holotype NMC 343, is gevonden in de Judith River Formation die dateert uit het Campanien. Het bestaat uit de voornoemde onderkaken.
Het type onderscheidde zich vooral door de tandvorm. Naast het holotype is een zeer groot aantal gelijkvormige tanden uit allerlei formaties en tijdvakken door latere schrijvers aan de soort toegewezen, zelfs uit het Bathonien van Engeland. Dit riep de vraag op of die allemaal werkelijk aan dezelfde soort toebehoorden. Dit probleem wordt bemoeilijkt door het feit dat de kaken van het holotype slechts vervangingstanden bevatten.
In 2001 benoemde Julia Sankey een tweede soort: Richardoestesia isosceles. De soortaanduiding is afgeleid van het Klassiek Griekse isoskeles, "gelijkbenig", een verwijzing naar de afwijkende tandvorm. Het holotype is LSUMGS 489:6238, een tand uit de Agujaformatie van Texas, eveneens uit het Campanien. Nicholas Longrich stelde in 2008 dat dit slechts een jonger synoniem was van R. gilmorei. In 2013 stelde Currie dat beide vormtypen toch te onderscheiden waren maar gescheiden moesten worden van tanden van andere formaties en leeftijden dan de Dinosaur Park Formation uit Canada en de Agujaformatie uit Texas, beiden ongeveer 75 miljoen jaar oud.
In 2013 hernoemden Hans-Dieter Sues en Alexandr Awerianow Asiamericana asiatica in een derde soort: Richardoestesia americana. In 2019 stelden ze dat Richardoestesia isosceles daar niet van te onderscheiden viel maar ook niet goed van Richardoestesia gilmorei zodat het een nomen dubium zou zijn.

## Beschrijving

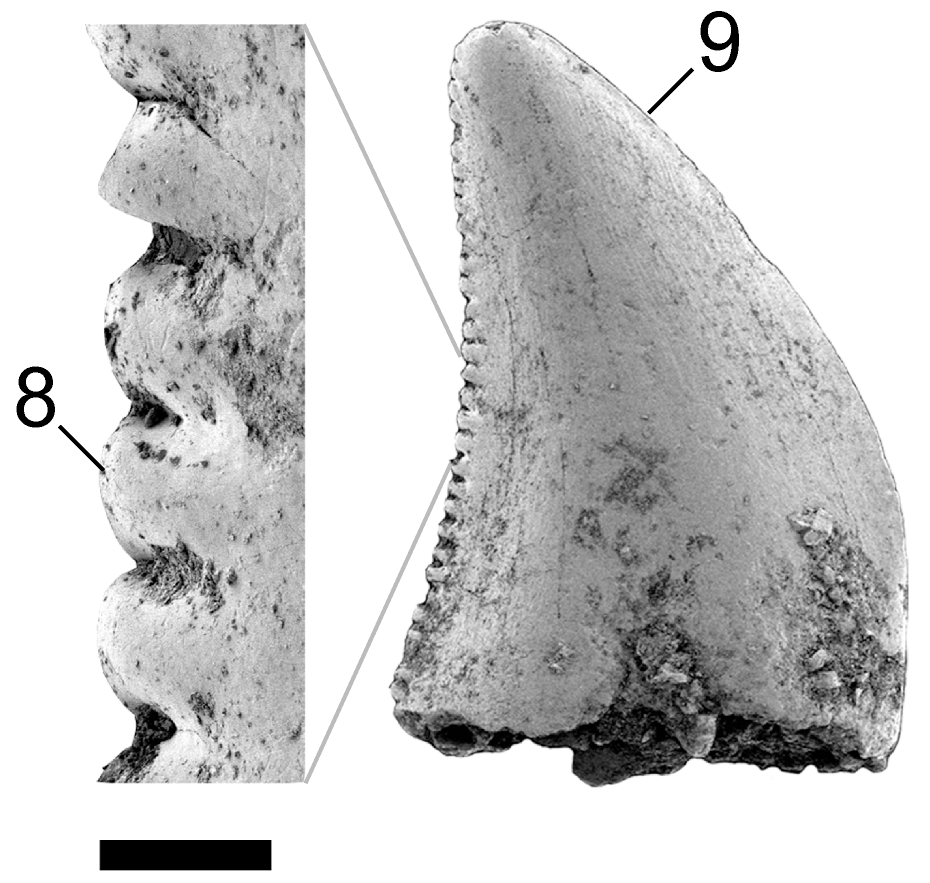
Een tand van het R. gilmorei-type

Het linkerdentarium van het holotype is bijna compleet en 193 millimeter lang. Dit duidt op een lichaamslengte van ruwweg drie meter. In de kaken waren nog vier tanden aanwezig. De dentaria hebben echter, zo blijkt uit de tandkassen, minstens achttien en hoogstens twintig tanden. De onderkaken raken elkaar onder een spitse hoek. De tanden hebben kleine interdentale platen die elkaar niet raken, een vrij basaal kenmerk.
De tanden onderscheiden zich door hun zeer fijne karteling: er bevinden zich vijf tot zes uitsteeksels, denticula, per millimeter op de tandrand. Deze zijn kort, ongeveer 0,15 millimeter, recht en missen de haakvormige punten die veel verwante theropoden wel hebben.
De tanden van R. isosceles zijn langer, smaller en rechter. De punt heeft enigszins de vorm van een gelijkbenige driehoek.

## Fylogenie
De beschrijvers plaatsen Richardoestesia in de Maniraptora — en, tegenstrijdig genoeg, ook als een Theropoda incertae sedis — en achtten het wegens de kleine interdentale platen uitgesloten dat het om een lid van de Deinonychosauria zou gaan. Latere onderzoekers zijn meestal tot de conclusie gekomen dat het holotype toch een lid van de Dromaeosauridae was, van welke groep de tandvorm variabeler is gebleken dan in 1990 nog gedacht werd.
Over het algemeen wordt aangenomen dat, hoewel het holotype diagnostisch is en de naam dus geen nomen dubium, Richardoestesia in feite als een vormgeslacht fungeert: het dient als handige benaming voor allerlei niet-verwante soorten die dezelfde tandvorm delen.